# 아비아주

아비아주의 위치

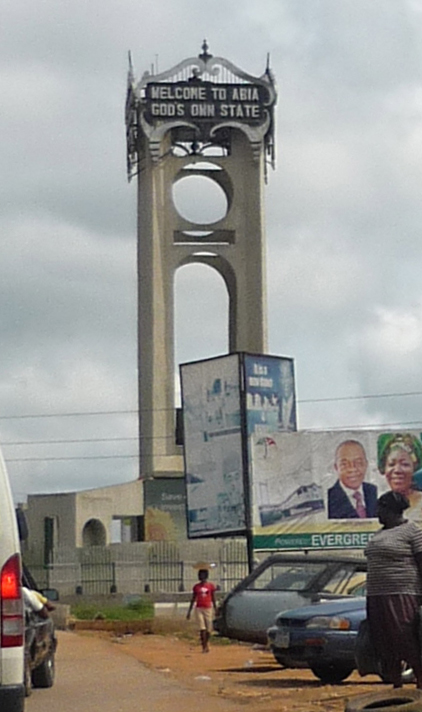
아비아주

아비아주(영어: Abia State)는 나이지리아의 남동부에 있는 주로, 주도는 우무아히아이다. 면적은 6,320km2이며, 인구는 2,833,999명(2006년)이다. 1991년 8월 27일 이모주에서 분리되어 신설되었으며, 영국 식민지 관서가 있던 아바시가 가장 번성하다. 원주민은 대다수가 남동부 나이지리아의 이그보족(Igbo)이다. 북쪽과 북동쪽으로는 아남브라주와 에누구주, 에보니주, 서쪽으로는 이모주, 동쪽과 남동쪽으로는 크로스리버주와 아콰이봄주, 남쪽으로는 리버스주와 접한다.
아비아는 때때로 "아프리카의 일본"으로 불리는데, 이는 공장이 많기 때문이다. 이 주의 인구는 설립 이후 계속 빠른 속도로 증가해 왔다. 아비아는 적절한 강우로 감자, 쌀, 옘(감자 비슷한 것), 메이즈(옥수수 비슷한 것), 플렌틴(바나나 일종)을 생산하는 경지가 100%이다. 또한 아비아는 석유 원유도 발견되고 있다. 우무디케(Umudike)에는 연방농업대학이 있고, 우투루(Uturu)에는 나이지리아에서 가장 좋은 대학으로 여겨지는 아비아 주립 대학(Abia State University)있다. 의료 기관으로는 우무아히아에 연방 의료원이 있고, 아바에는 아비아 주립대학의 referral Hospital이 있다. 아비아 주립 폴리테크닉 학교(Abia State Polytechnic) 또한 아바시에 위치한다.